# Anindilyakwa jezik
Anindilyakwa jezik (andiljangwa, andilyaugwa, aninhdhilyagwa, enindhilyagwa, enindiljaugwa, groote eylandt, ingura, wanindilyaugwa; ISO 639-3: aoi), jedan od tri Enindhilyagwa jezika, porodice Gunwinggu, kojim govori 1 240 (1996 popis) ljudi plemena Ingura ili Andiljaugwa na australskom Sjevernom teritoriju na otoku Groote Eylandt, zaljev Carpenteria.
Mlađi naraštaj većinom govori engleski.

## Vanjske poveznice
- Ethnologue (14th)
- Ethnologue (15th)